# Гудайер, Джон
Джон Гудайер (англ. John Goodyer, 1592 — 1664) — английский ботаник.

## Биография
Джон Гудайер родился в 1592 году.
Он проявил большой интерес к ботанике и прибавил множество растений к британской флоре. Гудайер приобрёл репутацию способнейшего травника Англии. Считается, что Джон Гудайер ввёл топинамбур в английскую кухню. Гудайер перевёл латинскую версию работы Диоскорида De Materia Medica.
Джон Гудайер умер в 1664 году.

## Почести
В 1813 году Роберт Броун назвал в честь Джона Гудайера род растений Goodyera.